# Odighitria

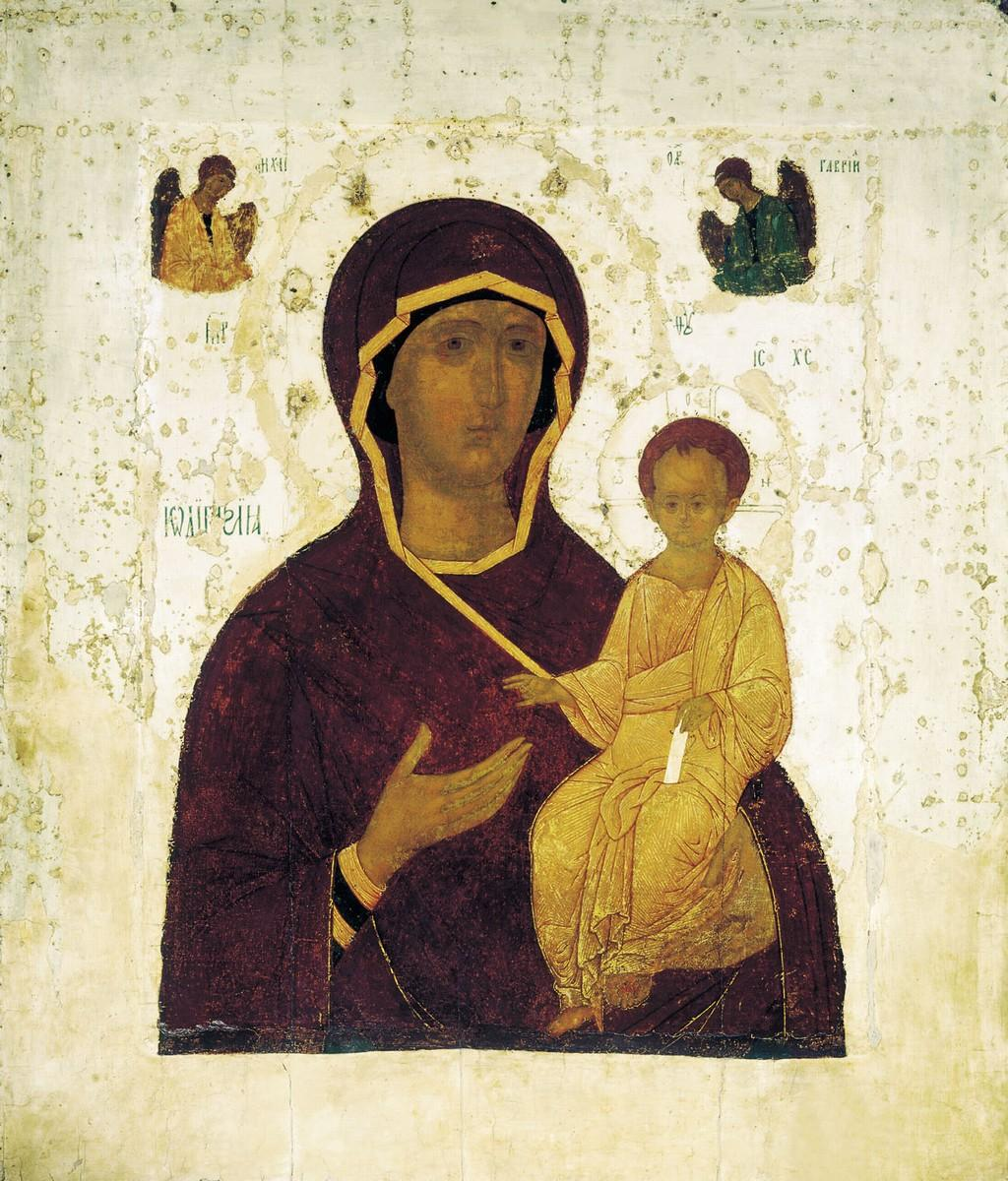
Versión de Dionisio el Sabio de la Odighitria denominada Theotokos de Smolensk (c. 1482).

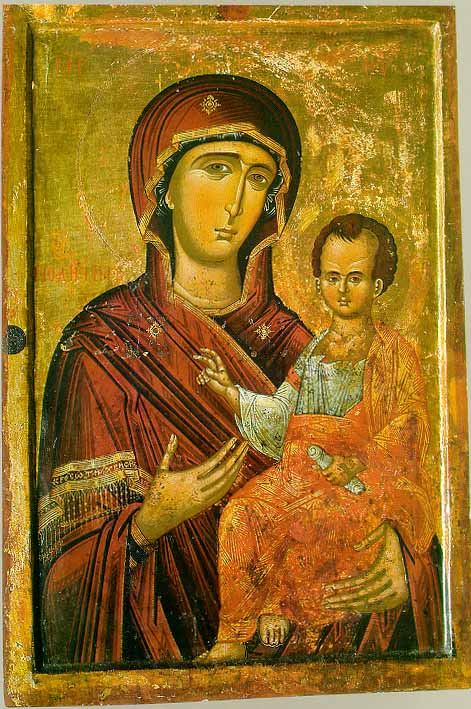
Icono Odighitria..

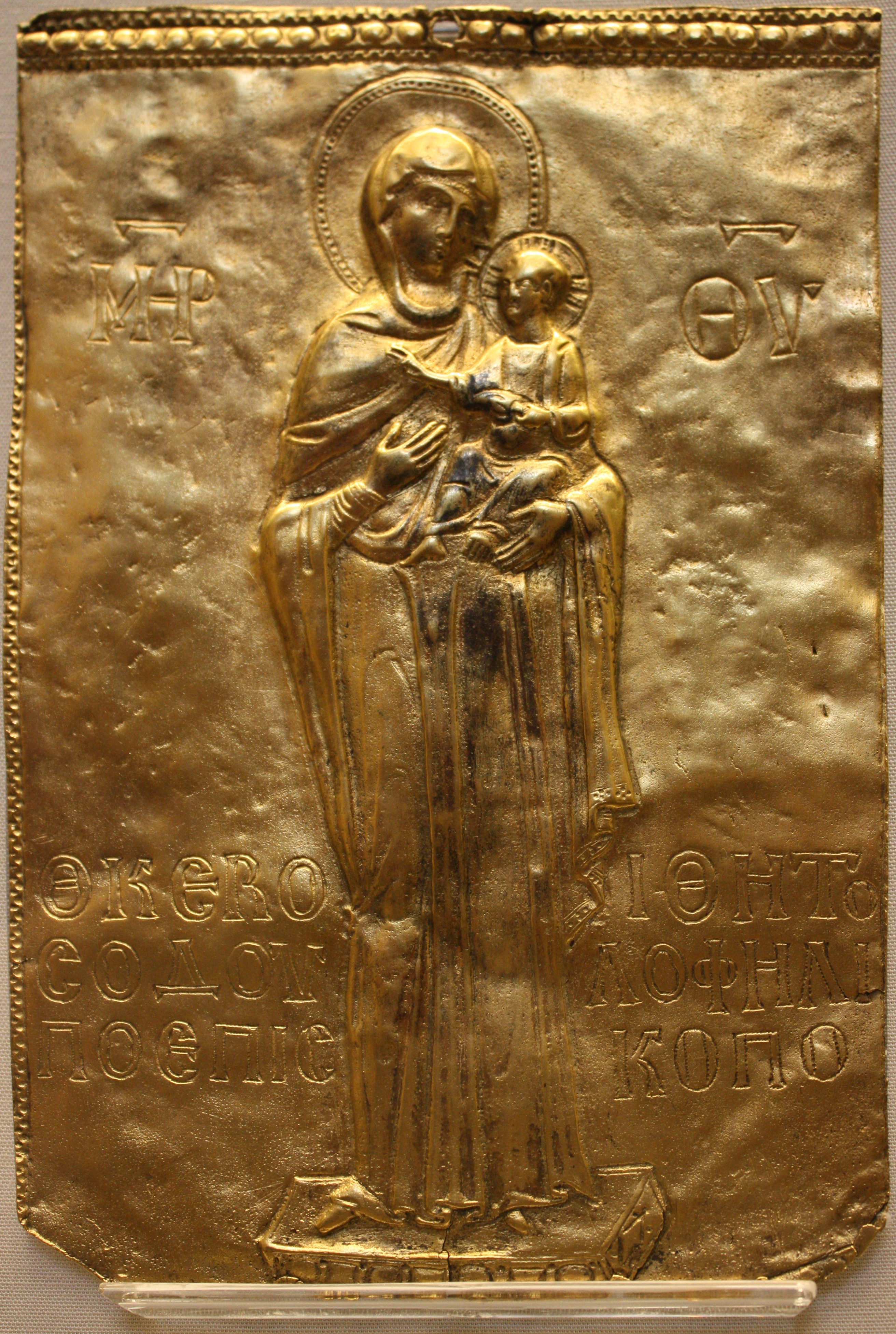
Placa del encontrada en la catedral de Torcello; figura de cuerpo entero como la original de Constantinopla.

La palabra griega Odighitria (Ὁδηγήτρια) significa: la que muestra el camino. La Virgen Odihitria, Odigitria u Hodigitria señala al Niño como camino de salvación.
El icono más venerado del tipo de Odighitria, considerado como el original, estaba expuesto en el monasterio de Panaghia Hodegetria de Constantinopla, que fue construido especialmente para contenerlo. A diferencia de la mayoría de las copias posteriores, mostraba a la Theotokos de pie, de cuerpo entero. Se dice que fue traído de Tierra Santa por Eudocia, esposa del emperador Teodosio II (r. 408-450), y que fue pintado por el mismo apóstol San Lucas. El icono tenía dos caras, con una crucifixión en el otro lado, además de estar considerado 'quizás, el objeto de culto más destacado de Bizancio'.

## Iconografía
Es una de las tres principales formas de representar a la Virgen María en la iconografía de la Iglesia Ortodoxa (las otras dos son el ícono de la Ternura de la Madre de Dios y el ícono de la Intercesión de la Madre de Dios). Otra forma de representación es como Blaquerniotissa, Virgen orante que lleva algunas veces al Niño dentro de un medallón colgado al pecho.
En este ícono, que también puede ser conocido como el de Nuestra Señora del (buen) Camino, es un tipo de iconografía cristiana muy extendida se representa a María sosteniendo al niño Jesús en sus brazos y señalándolo para indicarle a los fieles que la Verdad se encuentra en Él, presentándolo como el Salvador del mundo. El Niño está bendiciendo mientras sostiene en su mano un pergamino que indica las Sagradas Escrituras, específicamente, el Evangelio de Juan, donde se menciona la frase: 
"Yo soy el camino, la verdad y la vida" (Juan 14:6-14).
Los colores, poseen un significado profundamente teológico. La composición de la Odighitria por lo general muestra a María envuelta en un manto (clámide) de color púrpura rojizo, este color se identifica con la realeza. Mientras el niño Jesús viste los colores blanco y naranja o solamente naranja. El blanco es símbolo de la pureza y simboliza la luz de la Transfiguración. El naranja representa la Verdad, el fuego del Espíritu Santo.
Una tradición italiana cuenta que el icono original de María, atribuido a San Lucas y enviado por Eudoxia a Pulqueria desde Palestina, era grande, circular, y sólo de su cabeza. 